# Финтина (Хунедоара)
Финтина (рум. Fântâna) — село у повіті Хунедоара в Румунії. Входить до складу комуни Лунка-Черній-де-Жос.
Село розташоване на відстані 307 км на північний захід від Бухареста, 33 км на південний захід від Деви, 145 км на південний захід від Клуж-Напоки, 106 км на схід від Тімішоари.

## Населення
За даними перепису населення 2002 року у селі проживали 38 осіб, усі — румуни. Усі жителі села рідною мовою назвали румунську.